# Sexe, mensonges et vampires
Pour les articles homonymes, voir Mother, May I Sleep with Danger?.
Pour plus de détails, voir Fiche technique et Distribution.
Sexe, mensonges et vampires (Mother, May I Sleep with Danger?) est un téléfilm américain réalisé par Melanie Aitkenhead, sorti en 2016.
C'est un remake du téléfilm Si près du danger (Mother, May I Sleep with Danger?), sorti en 1996.

## Fiche technique
- Titre original : Mother, May I Sleep with Danger?
- Réalisation : Melanie Aitkenhead
- Scénario :
- Musique :
- Production :
- Sociétés de production :
- Sociétés de distribution :
- Pays d'origine :  États-Unis
- Langue originale : anglais
- Format : couleur
- Genre : Drame
- Durée : 86 minutes (1 h 26)
- Dates de sortie :
  -  États-Unis : 18 juin 2016
  -  France : 3 mars 2018 sur TF1 Séries Films

## Distribution
- Emily Meade (VF : Kelly Marot) : Pearl
- Leila George (VF : Barbara Probst) : Leah Lewisohn
- Nick Eversman (VF : Benjamin Jungers) : Bob
- Ivan Sergei : le professeur
- Emma Rigby (VF : Anne-Laure Gruet) : Ziné, la vampire lesbienne
- Amber Coney : Sonté
- Gabrielle Haugh : une vampire
- Tori Spelling (VF : Laura Blanc) : Julie Lewisohn
- James Franco (VF : Anatole de Bodinat) : le réalisateur
- Luke Loving (VF : Alexis Ballesteros) : Dan
- Hadley Winn : Violet
- Christopher Allen (VF : Jhos Lican) : Leo
- Derek Kokinda : Rodger
- Nathaniel Timmerman (VF : Arnaud Arbessier) : Ross
- Mirela Burke (VF : Zina Khakhoulia) : Christina

 Source et légende : version française (VF) sur RS Doublage et selon le carton du doublage français télévisuel.